# Kanton Alaigne
Der Kanton Alaigne war bis 2015 ein französischer Wahlkreis im Département Aude und in der Region Languedoc-Roussillon. Er umfasste 26 Gemeinden im Arrondissement Limoux; sein Hauptort (frz.: chef-lieu) war Alaigne. Die landesweiten Änderungen in der Zusammensetzung der Kantone brachten im März 2015 seine Auflösung.
Der Kanton war 184,26 km² groß und hatte 5341 Einwohner (Stand 2012).

## Gemeinden
| Gemeinde                                | Einwohner (Stand: 2022) | Code postal | Code Insee |
| --------------------------------------- | ----------------------- | ----------- | ---------- |
| Alaigne                                 | 331                     | 11240       | 11004      |
| Bellegarde-du-Razès                     | 252                     | 11240       | 11032      |
| Belvèze-du-Razès                        | 841                     | 11240       | 11034      |
| Brézilhac                               | 176                     | 11270       | 11051      |
| Brugairolles                            | 301                     | 11300       | 11053      |
| Cailhau                                 | 250                     | 11240       | 11058      |
| Cailhavel                               | 150                     | 11240       | 11059      |
| Cambieure                               | 322                     | 11240       | 11061      |
| La Courtète                             | 48                      | 11240       | 11108      |
| Donazac                                 | 111                     | 11240       | 11121      |
| Escueillens-et-Saint- Just-de-Bélengard | 151                     | 11240       | 11128      |
| Fenouillet-du-Razès                     | 76                      | 11240       | 11139      |
| Ferran                                  | 132                     | 11240       | 11141      |
| Gramazie                                | 128                     | 11240       | 11167      |
| Hounoux                                 | 133                     | 11240       | 11173      |
| Lasserre-de-Prouille                    | 290                     | 11270       | 11193      |
| Lauraguel                               | 621                     | 11300       | 11197      |
| Lignairolles                            | 34                      | 11240       | 11204      |
| Malviès                                 | 362                     | 11300       | 11216      |
| Mazerolles-du-Razès                     | 154                     | 11240       | 11228      |
| Montgradail                             | 49                      | 11240       | 11246      |
| Monthaut                                | 37                      | 11240       | 11247      |
| Pomy                                    | 51                      | 11300       | 11294      |
| Routier                                 | 234                     | 11240       | 11328      |
| Seignalens                              | 30                      | 11240       | 11375      |
| Villarzel-du-Razès                      | 95                      | 11300       | 11417      |

## Bevölkerungsentwicklung
| 1962 | 1968 | 1975 | 1982 | 1990 | 1999 | 2006 | 2012 |
| ---- | ---- | ---- | ---- | ---- | ---- | ---- | ---- |
| 4446 | 5004 | 4489 | 4442 | 4406 | 4382 | 4785 | 5341 |